# Estruturas industriais

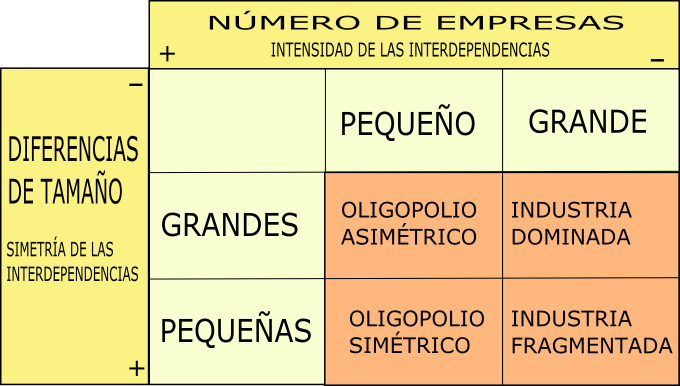
Estruturas industriais.

A estrutura das indústrias determina a conduta das empresas que operam nesse setor.
Classificam-se em relação a duas variáveis:
- A intensidade das interdependências: grau no qual as decisões de uma empresa têm efeito nos lucros próprios e do resto das empresas. Quanto maior for o número de empresas, menor será a rivalidade.[1][2][3]
- Diferenças de tamanho: Está relacionado com a simetria das empresas.[1][2][3]

Consideram-se simétricas se a influência é similar para as empresas. Porém, consideram-se assimétricas se alguma empresa tiver maior influência sobre as outras.
De acordo com estas variáveis diferenciam-se quatro estruturas de empresa:
| Estrutura              | Descrição | Rivalidade | Exemplo                           |
| ---------------------- | --- | ---------- | --------------------------------- |
| Indústria fragmentada  | Há muitas empresas na indústria e as diferenças de tamanho são pequenas. É a estrutura mais próxima à concorrência perfeita.                      | Alta       | A indústria da panificação.       |
| Indústria dominada     | Há muitas empresas na indústria e as diferenças de tamanho são grandes, haverá empresas muito grandes e muito pequenas dentro da mesma indústria. | Alta       | A indústria têxtil.               |
| Oligopólio simétrico   | Há poucas empresas na indústria e as diferenças de tamanho são pequenas. Há por vezes uma cooperação entre as empresas.                           | Mais baixa | A indústria das telecomunicações. |
| Oligopólio assimétrico | Há poucas empresas na indústria e as diferenças de tamanho são grandes. A coordenação entre as empresas só acontece entre as maiores empresas.    | Pequena    | A indústria das bebidas de cola.  |